# José Luis Saldaño
José Luis Saldaño (Ciudad Autónoma de Buenos Aires; 20 de octubre de 1948 - Santa Fe; 21 de marzo de 2019), más conocido como "Poroto" Saldaño, fue un futbolista argentino que se desempeñaba como delantero.

## Trayectoria

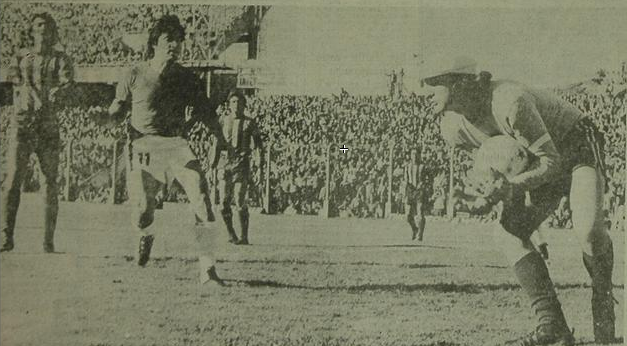
Saldaño con la casaca de Colón, en un partido ante Central.

Su carrera había empezado en Instituto donde llegó a jugar con Osvaldo Ardiles y Mario Kempes. Jugó en Rosario Central antes de ser ídolo en Colón. 
Llegó a Boca Juniors en 1978 para jugar la Copa Intercontinental 1977 (jugada un año después) ante el Borussia Mönchengladbach, siendo pieza clave en el partido de vuelta. El «Toto» Lorenzo lo puso de 9 y lo señaló como la gran figura del equipo, lo que hizo que los alemanes pusieran doble marca sobre él. Aquello sirvió para que aparecieran los espacios para que Darío Felman o Ernesto Mastrángelo atacaran con más libertad. Así Boca logró marcar tres goles en el primer tiempo y para el segundo solo tuvo que sostener el resultado, ya con Saldaño en el banco (fue sustituido en el entretiempo).

## Fallecimiento
21 de marzo de 2019 a las 6 de la mañana falleció a los 70 años en Santa Fe, ciudad que había elegido para vivir junto a su familia por el cariño que tenía con Colón. Desde hacía tiempo padecía una enfermedad renal terminal. Luego de su velorio, sus restos fueron despedidos en la sede del Club Atlético Colón. En 1976 ayudó a la institución con su venta para construir la tribuna que da a la avenida Juan José Paso del Brigadier Estanislao López.

## Clubes
| Club            | País      | Año       |
| --------------- | --------- | --------- |
| Instituto       | Argentina | 1968-1972 |
| Belgrano        | Argentina | 1972-1973 |
| Instituto       | Argentina | 1973-1974 |
| Rosario Central | Argentina | 1974-1975 |
| Colón           | Argentina | 1975-1976 |
| Huracán         | Argentina | 1976-1977 |
| Peñarol         | Uruguay   | 1978      |
| Boca Juniors    | Argentina | 1978      |

## Palmarés

### Copas internacionales
| Campeonato            | Club         | Sede                 | Año  |
| --------------------- | ------------ | -------------------- | ---- |
| Copa Intercontinental | Boca Juniors | Argentina y Alemania | 1977 |